# Bella Coola jezik
Bella Coola jezik (ISO 639-3: blc; nuxalk), indijanski jezik porodice salishan kojim govori oko 20 Bella Coola Indijanaca (2002 W. Poser) od 700 etničkih (Kinkade 1991) u kanadskoj provinciji Britanska Kolumbija. Bella Coola teritorij obuhvaća Burke Channel, North Bentinck Arm i ušće rijeke Bella Coola.
Jedini je predstavnik istoimene podskupine sališke porodice jezika. Prijeti mu izumiranje pod pritiskom engleskog.

## Vanjske poveznice
- Ethnologue (14th)
- Ethnologue (15th)